# Schlosssee (Penkun)
Der Schlosssee liegt auf dem Gemeindegebiet von Penkun im Landkreis Vorpommern-Greifswald in Mecklenburg-Vorpommern.
Er ist natürlich entstanden und hat eine Fläche von 0,84 km² bei einer durchschnittlichen Tiefe von 2,61 m. Die Badewasserqualität des Sees wird regelmäßig gemessen und ist als ausgezeichnet eingestuft.
Im See gibt es Aale, Brachse, Barsche, Güster, Hechte, Karpfen, Rotaugen, Rotfedern, Schleie, Welse und Zander.